# Mario Zenari
Mario Zenari (Villafranca di Verona, 5 gennaio 1946) è un cardinale e arcivescovo cattolico italiano, dal 30 dicembre 2008 nunzio apostolico in Siria.

## Biografia
Mario Zenari è nato a Rosegaferro, frazione di Villafranca di Verona, in provincia e diocesi di Verona, il 5 gennaio 1946.

### Formazione e ministero sacerdotale
Dopo le scuole primarie nella cittadina natale, manifestando una vocazione precoce, si è iscritto presso il seminario diocesano, dove ha frequentato le medie e le superiori. Ha continuato la sua formazione presso l'Istituto teologico "San Zeno" a Verona, dove ha condotto gli studi in filosofia e teologia.
Il 5 luglio 1970, all'età di ventiquattro anni, è stato ordinato presbitero da monsignor Giuseppe Carraro, vescovo di Verona, incardinandosi così nella medesima diocesi veneta. Dopo l'ordinazione, è stato assegnato come vicario parrocchiale nel piccolo comune di Buttapietra, ruolo svolto fino al 1973, quando è stato trasferito a Cerea.
Nel 1976, si è trasferito a Roma, studiando presso la Pontificia Università Gregoriana, dove ha ottenuto un dottorato in diritto canonico. Contemporaneamente, è stato alunno della prestigiosa Pontificia accademia ecclesiastica, dove avviene la formazione di tutti i diplomatici della Santa Sede. Insieme a lui, in quell'anno, sono stati ammessi all'accademia anche il futuro cardinale James Michael Harvey ed i futuri nunzi apostolici Orlando Antonini, Tommaso Caputo, Salvatore Pennacchio e Józef Wesołowski, suoi compagni di studi.
Nel 1980 padre Zenari è entrato ufficialmente nel servizio diplomatico della Santa Sede: ha servito presso la nunziatura in Senegal fino al 1981, quando è stato trasferito in Liberia; nel 1985 è stato mandato in Colombia; nel 1988 è stato inviato in Germania, dove ha assistito alla caduta del Muro di Berlino e del regime comunista; infine, nel 1992 si è recato in Romania. Il 25 marzo 1993 è stato nominato consigliere di nunziatura.
Il 15 giugno 1994, all'età di quarantotto anni, papa Giovanni Paolo II lo ha nominato osservatore permanente della Santa Sede presso l'Ufficio delle Nazioni Unite ed istituzioni specializzate a Vienna e l'Organizzazione delle Nazioni Unite per lo sviluppo industriale e rappresentante permanente della Santa Sede presso l'Agenzia internazionale per l'energia atomica e l'Organizzazione per la sicurezza e la cooperazione in Europa. È succeduto in questi incarichi, ricoprendoli fino alla promozione all'episcopato, a monsignor Donato Squicciarini, nunzio apostolico in Austria.

### Ministero episcopale e cardinalato
Il 12 luglio 1999, all'età di cinquantatré anni, papa Giovanni Paolo II lo ha nominato arcivescovo titolare, a titolo personale, di Zuglio e nunzio apostolico in Costa d'Avorio e Niger. Dopo dodici giorni, è stato nominato anche nunzio apostolico in Burkina Faso. Ha preso il posto di monsignor Luigi Ventura, nominato nunzio in Cile.
Ha ricevuto l'ordinazione episcopale il 25 settembre seguente, nella cattedrale di Santa Maria Matricolare di Verona, per mano di Angelo Sodano, cardinale segretario di Stato di Sua Santità, assistito dai co-consacranti monsignor Flavio Roberto Carraro, vescovo di Verona, e da monsignor Marcello Zago, segretario della Congregazione per l'evangelizzazione dei popoli. Come suo motto episcopale, il neo vescovo ha scelto Levate oculos vestros, che tradotto vuol dire "Alzate i vostri occhi".
Dopo cinque anni, il 10 maggio 2004, papa Wojtyła ha trasferito monsignor Zenari a presiedere la nunziatura apostolica in Sri Lanka, prendendo il posto di monsignor Thomas Yeh Sheng-nan, nominato nunzio in Algeria e Tunisia.
Il 30 dicembre 2008, all'età di sessantadue anni, papa Benedetto XVI lo ha nominato nunzio apostolico in Siria, dopo le dimissioni del settantunenne monsignor Giovanni Battista Morandini. È stato tra i pochi che, nonostante il conflitto che da anni infuria, sono rimasti nel Paese mediorientale accanto sia alla popolazione cristiana perseguitata che a quella musulmana, dichiarando: "Come potrebbe un rappresentante del papa essere credibile se scappasse da dove c'è più bisogno di lui? Per me questa missione è un privilegio datomi da Dio, un'esperienza toccante sotto il profilo umano".
Il 9 ottobre 2016 papa Francesco ha annunciato la creazione a cardinale di Zenari nel concistoro del 19 novembre e lo conferma nunzio apostolico in Siria, riferendosi a quella regione come "amata e martoriata". Al momento della nomina aveva settant'anni. In un'intervista per la Radio Vaticana, egli ha dichiarato che la nomina è stata per lui una grande sorpresa e ha inoltre affermato: "Ringrazio di cuore il Santo Padre, perché questa porpora va alla Siria, alle vittime della Siria, a tutti coloro che soffrono per questo terribile conflitto. Quindi la porpora è per questa gente, per i tanti bambini che soffrono, per tanta povera gente che paga le conseguenze di questo terribile conflitto".
Nel concistoro del 19 novembre successivo, tenutosi nella basilica di San Pietro in Vaticano e di cui è stato primo della lista, il papa gli ha conferito l'anello cardinalizio, imposto la berretta cardinalizia e assegnato la diaconia di Santa Maria delle Grazie alle Fornaci fuori Porta Cavalleggeri. Il giorno successivo ha preso parte alla cerimonia di chiusura del Giubileo straordinario della misericordia, iniziato l'8 dicembre del 2015. Ha preso possesso della sua diaconia il 25 marzo 2017.
Il 7 e 8 maggio 2025 ha partecipato come cardinale elettore al conclave che ha portato all'elezione di papa Leone XIV. Il 18 maggio seguente, durante la messa di inizio del pontificato di Leone XIV, ha imposto il pallio sulle spalle del nuovo pontefice. Originariamente il pallio sarebbe dovuto essere imposto dal cardinale protodiacono Dominique Mamberti, come previsto dal rito; quest'ultimo però ha avuto un malore prima della celebrazione.

## Genealogia episcopale
La genealogia episcopale è:
- Cardinale Scipione Rebiba
- Cardinale Giulio Antonio Santori
- Cardinale Girolamo Bernerio, O.P.
- Arcivescovo Galeazzo Sanvitale
- Cardinale Ludovico Ludovisi
- Cardinale Luigi Caetani
- Cardinale Ulderico Carpegna
- Cardinale Paluzzo Paluzzi Altieri degli Albertoni
- Papa Benedetto XIII
- Papa Benedetto XIV
- Papa Clemente XIII
- Cardinale Marcantonio Colonna
- Cardinale Giacinto Sigismondo Gerdil, B.
- Cardinale Giulio Maria della Somaglia
- Cardinale Carlo Odescalchi, S.I.
- Vescovo Eugène de Mazenod, O.M.I.
- Cardinale Joseph Hippolyte Guibert, O.M.I.
- Cardinale François-Marie-Benjamin Richard
- Cardinale Pietro Gasparri
- Cardinale Clemente Micara
- Cardinale Antonio Samorè
- Cardinale Angelo Sodano
- Cardinale Mario Zenari